# Gocciadoro
Gocciadoro este o arie protejată (arie specială de conservare — SAC, sit de importanță comunitară — SCI) din Italia întinsă pe o suprafață de 27 ha, integral pe uscat.

## Localizare
Centrul sitului Gocciadoro este situat la coordonatele 46°03′28″N 11°08′32″E / 46.0577°N 11.1421°E.

## Înființare
Situl Gocciadoro a fost declarat sit de importanță comunitară în iunie 1995 pentru a proteja 13 specii de animale. Situl a fost protejat și ca arie specială de conservare în martie 2014.

## Biodiversitate
Situată în ecoregiunea alpină, aria protejată conține 7 habitate naturale: Păduri pe pante, grohotișuri și ravene de Tilio-Acerion, Păduri de stejar sau de stejar și carpen sub-atlantice și medio-europene de Carpinion betuli, Păduri de Castanea sativa, Roci stâncoase cu vegetație pionieră de Sedo-Scleranthion sau Sedo albi-Veronicion dillenii, Pajiști stepice subpanonice, Fânețe de joasă altitudine (Alopecurus pratensis, Sanguisorba officinalis), Păduri panonice cu Quercus pubescens.
La baza desemnării sitului se află mai multe specii protejate:
- păsări (11): uliu păsărar (Accipiter nisus), mierla de apă (Cinclus cinclus), lăstun de casă (Delichon urbicum), ciocănitoare pestriță mare (Dendrocopos major), rândunică (Hirundo rustica), capîntortură (Jynx torquilla), sfrâncioc roșiatic (Lanius collurio), privighetoare (Luscinia megarhynchos), muscar sur (Muscicapa striata), codroșul de pădure (Phoenicurus phoenicurus), ciocănitoare verzuie (Picus canus)
- nevertebrate (2): croitorul mare al stejarului (Cerambyx cerdo), rădașcă (Lucanus cervus)

Pe lângă speciile protejate, pe teritoriul sitului au mai fost identificate 5 specii de plante, 2 specii de amfibieni, 3 specii de mamifere, 1 specie de pești, 1 specie de reptile.